# Warabi (1921)
El Warabi (蕨 helecho?) fue el decimosexto destructor de escolta de la clase Momi. Sirvió en la Armada Imperial Japonesa. 

## Historial
Durante unos ejercicios nocturnos el 24 de agosto de 1927, mientras se hacían prácticas a alta velocidad, fue embestido por el crucero ligero Jintsu frente a la bahía de Miho, en el suroeste de Honshu, resultando hundido a los 15 minutos del impacto. En la colisión y posterior hundimiento perdieron la vida 12 oficiales y 90 marineros.
Esos ejercicios resultaron muy accidentados, pues casi simultáneamente el crucero Naka embistió también a otro destructor de la clase Momi, el Ashi, que no resultó hundido, pero precisó de remolque para llegar a puerto. Es necesario destacar que las prácticas nocturnas se hacían sin ningún tipo de luz de posición, y en una oscuridad casi total.